# Tenningbrändan
Tenningbrändan är ett naturreservat i Orsa kommun i Dalarnas län.
Området är naturskyddat sedan 2000 och är 120 hektar stort. Reservatet består av eldhärjad mark (1896) bevuxen med lövskog av naturskogstyp.